# Abbaye de Coincy
L'abbaye de Coincy est une abbaye bénédictine située sur le territoire de la commune de Coincy, dans le département de l'Aisne, en France.

## Historique
La date de fondation de l'abbaye qui faisait partie du château fort ne nous est pas connue. Les moines suivaient la règle de saint Benoît. A cette époque, l'Église connaissait un mouvement de réforme, la réforme grégorienne. Sous l'impulsion du comte de Champagne Thibaut Ier, comte de Champagne, l'abbaye devint prieuré du puissant ordre de Cluny, en 1072.
Un second personnage marqua l'histoire du prieuré, Eudes de Châtillon qui prit l'habit de moine en 1073 à Coincy et fut élu pape sous le nom d’Urbain II quinze années plus tard. C'est lui qui prêcha la première croisade en 1095. N'oubliant pas ses origines champenoises, il fut un bienfaiteur du  prieuré, entraînant à sa suite les donations des comtes de Champagne, des évêques de Soissons et des seigneurs locaux. Au XIIe siècle le prieuré était à la tête d'un vaste domaine dans le Tardenois. À la fin de la guerre de Cent Ans, les moines furent autorisés par le roi Charles VII à fortifier le prieuré.
Le XVIe siècle fut une période de prospérité pour le monastère. À la fin du XVIIIe siècle, douze moines vivaient dans le prieuré. Devenu bien national à la Révolution française, le prieuré fut vendu en 1793.
Le prieuré était sous l'invocation de Saint-Pierre-et-Saint-Paul.
La crypte et le cellier sont inscrits au titre des monuments historiques en 1928.

## Droit de patronage et dîmes
Le chapitre ou le prieur avait le droit de patronage (présentation à la cure), c'est-à-dire de présentation à l’évêque et de nomination d'un desservant aux églises ou cures (paroisses) où il percevait les grosses dîmes : Baslieux-sous-Châtillon, Binson, Dormans, Janvilliers, Leuvrigny, Vauciennes.

## Description
Les vestiges de l'abbaye de Coincy se composent d'un cellier et d'une crypte à deux niveaux du XIe siècle. Les voûtes en plein cintre d'ogives côtoient des voûtes d'ogives primitives. Un niche dans le mur a peut-être abrité le tabernacle et une pierre parallélépipédique servi d'autel. Sous cette crypte, se trouve une galerie menant à l'abbaye.